# Miguel Tendillo
Miguel Tendillo Belenguer (Moncada, 1 februari 1961) is een voormalig Spaans voetballer. Tendillo was een verdediger.

## Clubcarrière
Tendillo is een jeugdproduct van Valencia CF. Kort nadat hij doorstroomde naar het eerste elftal won hij met de club de Copa del Rey (1979) en Europacup II (1980). In de bekerfinale viel hij in de 86e minuut in tegen Real Madrid, in de Europese finale tegen Arsenal FC stond hij als aanvoerder aan de aftrap. In 1982 won Tendillo de Premio Don Balón, de prijs voor de beste Spaanse voetballer in de Primera División.
Na acht seizoenen in het eerste elftal voelde Tendillo zich onbegrepen. De verdediger besloot de degradatie van 1986 te gebruiken om een transfer af te dwingen, waardoor hij na meer dan 200 officiële wedstrijden voor Valencia te hebben gespeeld naar Real Murcia trok. Een jaar later pikte Real Madrid hem daar op. Tendillo speelde vijf seizoenen bij de Koninklijke en werd aan de zijde van La Quinta del Buitre drie keer landskampioen. In 1989 won hij voor de tweede keer de Copa del Rey, opnieuw als invaller in de finale. Tendillo sloot zijn carrière in 1993 af bij Real Burgos, waarmee hij net uit de Primera División was gezakt. Na zijn spelersafscheid werd hij jeugdcoördinator bij Valencia.

## Interlandcarrière
Tendillo maakte op 21 mei 1980 zijn interlanddebuut voor Spanje in een vriendschappelijke wedstrijd tegen Denemarken. Hij was twee jaar lang een vaste waarde in de Spaanse verdediging, waardoor hij werd geselecteerd voor het EK 1980 en het WK 1982. Nadien werd hij lang niet meer opgeroepen. In 1988 maakte hij nog tweemaal zijn opwachting in oefeninterlands.

## Familie
Ook Miguels zoon Alberto, geboren in 1995, genoot zijn jeugdopleiding bij Valencia. Alberto slaagde er echter niet in om door te stromen naar het eerste elftal van de club, en na uitleenbeurten aan CF Badalona en UD Alzira liet de club hem definitief gaan naar Atlético Levante UD.

## Erelijst
| Competitie          |             |                           |             |             |
| Competitie          | Aantal      | Jaren                     |             |             |
| Valencia CF         | Valencia CF | Valencia CF               | Valencia CF | Valencia CF |
| ------------------- | ----------- | ------------------------- | ----------- | ----------- |
| Copa del Rey        | 1x          | 1978/79                   |             |             |
| Europacup II        | 1x          | 1979/80                   |             |             |
| UEFA Super Cup      | 1x          | 1980                      |             |             |
| Real Madrid         |             |                           |             |             |
| Primera División    | 3x          | 1987/88, 1988/89, 1989/90 |             |             |
| Copa del Rey        | 1x          | 1988/89                   |             |             |
| Supercopa de España | 3x          | 1988, 1989, 1990          |             |             |

| Individueel      |    |         |
| Premio Don Balón | 1x | 1981/82 |

1 Arconada ·
2 Alexanco ·
3 Migueli ·
4 José Diego ·
5 Uría ·
6 Asensi  ·
7 Dani ·
8 Cardeñosa · 
9 Carrasco ·
10 Quini ·
11 Del Bosque ·
12 Juanito ·
13 Urruti ·
14 Gordillo ·
15 Olmo ·
16 Santillana ·
17 Satrústegui ·
18 Saura ·
19 Cundi ·
20 Tendillo ·
21 Zamora ·
22 Artola ·
Coach: Kubala
1 Arconada  ·
2 Camacho ·
3 Gordillo ·
4 Alonso ·
5 Tendillo ·
6 Alexanco ·
7 Juanito ·
8 Joaquín · 
9 Satrústegui ·
10 Zamora ·
11 López Ufarte ·
12 Urquiaga ·
13 Jiménez ·
14 Maceda ·
15 Saura ·
16 Sánchez ·
17 Gallego ·
18 Uralde ·
19 Santillana ·
20 Quini ·
21 Urruti ·
22 Miguel Ángel ·
Coach: Santamaría